# Ted Butterman
Theodore „Ted“ Butterman (* 26. Januar 1935; † 31. August 2022) war ein US-amerikanischer Jazzmusiker (Trompete, auch Kornett, Gitarre) des Dixieland.

## Leben und Wirken
Butterman war mehr als ein halbes Jahrhundert in der Chicagoer Swing- und Dixieland-Szene aktiv. In den späten 1950er-Jahren hinterließ Ted einen starken Eindruck in der Jazz-Revival-Szene der San Francisco Bay Area, wo er u. a. mit Frank „Big Boy“ Goudie, Pete Allen, Dick Oxtot und Don Marchant auftrat („Bugle Call Rag“). 1958 entstanden erste Aufnahmen mit The River Boat Five für Mercury Records („From Natchez to Mobile“/„Ma! They're Comin’ Down the Street“). 1961 trat er mit Little Brother Montgomery auf (South Side Blues, Riverside); ab den frühen 1960er-Jahren leitete er die Ted Butterman Gold Coast Jazz Band. In dieser Zeit spielten Butterman und seine Band oft im inzwischen aufgelösten Folk-Musik-Club „Gate of Horn“ in der Dearborn Street in Chicago und tourten auch mit der Komikerin Phyllis Diller.
Das von Butterman ab 1966 geleitete Neo-Passé Swing Quintett brachte ihn dazu, zur Gitarre zu wechseln und eine lange Residenz in The Village Tavern in der Long Grove Township (Illinois) anzunehmen. Ab 1982 war er vor allem als Leiter der Jazzband Chicago Cubs Dixieland bekannt, mit der er bei den Spielen des Baseball-Teams Chicago Cubs auftrat. Im Bereich des Jazz war er laut Tom Lord zwischen 1958 und 2001 an 13 Aufnahmesessions beteiligt.
Bis Mitte der 2010er-Jahre trat er mit seiner Butterman Cubs Dixieland Band auf, zuletzt mit Klarinettist Eric Schneider, Rob Curtis, Banjo, Tom Barrett, Posaune und Steve Hart an der Tuba.

## Diskographische Hinweise
- Jim Kweskin with the Neo-Passé Jazz Band: Jump for Joy (Vanguard), (1967), mit Frank Chace, Kim Cusack, Johnny Frigo, Marty Grosz, Truck Parham, Wayne Jones
- Ted Butterman's Neo Passe Swing Quintette: Live at the Village Tavern (2001), mit Eric Schneider, Dave Elias, Scott Black, Charley Weeks